# Spathius blandus
Spathius blandus är en stekelart som beskrevs av Chen och Shi 2004. Spathius blandus ingår i släktet Spathius, och familjen bracksteklar. Inga underarter finns listade.